# Nupserha subternigra
Nupserha subternigra là một loài bọ cánh cứng trong họ Cerambycidae.